# Ризадеево
Ризаде́ево — село в Ардатовском районе Нижегородской области России. Входит в состав Стёксовского сельсовета.

## Этимология
Достоверных сведений об этимологии топонима нет. Существует местное предание о проводнике Ивана Грозного Ардатке и трёх его братьях — Кужендее, Ризадее и Торше (Тоторше, Таторше). Согласно этому преданию, за свою службу братья получили от царя земельные угодья в этих краях, на которых были основаны поселения, названные их именами — Ардатов, Кужендеево, Ризадеево и Тоторшево соответственно. Существование братьев и их происхождение остаются под вопросом, так Александр Базаев и Николай Морохин предполагали мордовское происхождение братьев, а Александр Малышев считал, что они могли быть мещёрскими казаками, подданными темниковского князя Еникея. В основе имени Ризадея лежит финно-угорский корень реза — «довольный», «согласный».
Существует также основанное на народной этимологии предание, согласно которому в селе когда-то «ризы делали», то есть вышивали церковные одеяния.

## Географическое положение
Село Ризадеево находится на юго-западе Нижегородской области России, между автомобильными дорогами Ардатов — Арзамас и Ардатов — Саконы. Административный центр муниципального округа Ардатов находится в 12 км к юго-западу от Ризадеева. Село на юго-западе соединено асфальтированной дорогой с шоссе Ардатов — Арзамас (расстояние 3 км) и просёлочными дорогами на севере — с селом Выползово (4 км), на востоке — с селом Сосновкой (3 км), на юго-востоке — с посёлком Первинкой (3 км), на юго-западе — с селом Круглово (4 км). В центре села имеется озеро, из которого вытекает ручей — приток реки Нучи. На расстоянии 1—2 км к северу и югу находятся перелески. Высота над уровнем моря около 153 метров.
Село Ризадеево, как и вся Нижегородская область, находится в часовой зоне МСК (московское время). Смещение применяемого времени относительно UTC составляет +3:00.

## Административная принадлежность
Село Ризадеево входит в состав Стёксовского сельсовета Ардатовского муниципального округа Нижегородской области Российской Федерации.

## Климат
Село находится в зоне умеренно-континентального климата, который характеризуется холодной продолжительной зимой и тёплым, но достаточно коротким летом. За год выпадает в среднем 450—550 мм осадков, из них 68 % — в виде дождя и 32 % — в виде снега. Среднегодовая относительная влажность воздуха — 76 %. Снежный покров достигает 50 см, а в особо снежные зимы может достигать одного метра и более.
Весна приходит резко, обычно к середине апреля, при этом вплоть до середины мая нередки заморозки. Лето сравнительно короткое и достаточно жаркое — в отдельные годы температура может достигать 36 °C. Шапка лета приходится на июль. В конце весны и лета нередки грозы — их может случаться до 20 за год, почти каждый год выпадает град. Осень приходит в сентябре и стоит до начала ноября, но уже в сентябре нередки заморозки. Зима наступает в начале ноября и продолжается до середины марта. Обычно первый снег выпадает в октябре и держится в течение пяти месяцев, сходит к 10—15 апреля. Почва промерзает на глубину 70—90 см.
Вегетационный период составляет 189 дней, продолжительность безморозного периода — 137 дней.

## Население
| Численность населения | Численность населения | Численность населения | Численность населения | Численность населения | Численность населения | Численность населения | Численность населения | Численность населения | Численность населения | Численность населения |
| 1719                  | 1784                  | 1859                  | 1890                  | 1897                  | 1912                  | 1916                  | 1999                  | 2002                  | 2010                  | 2021                  |
| --------------------- | --------------------- | --------------------- | --------------------- | --------------------- | --------------------- | --------------------- | --------------------- | --------------------- | --------------------- | --------------------- |
| 383                   | ↗799                  | ↗1014                 | ↘1003                 | ↘653                  | ↘647                  | ↗1045                 | ↘166                  | ↘140                  | ↘98                   | ↘56                   |

## Памятники истории и культуры

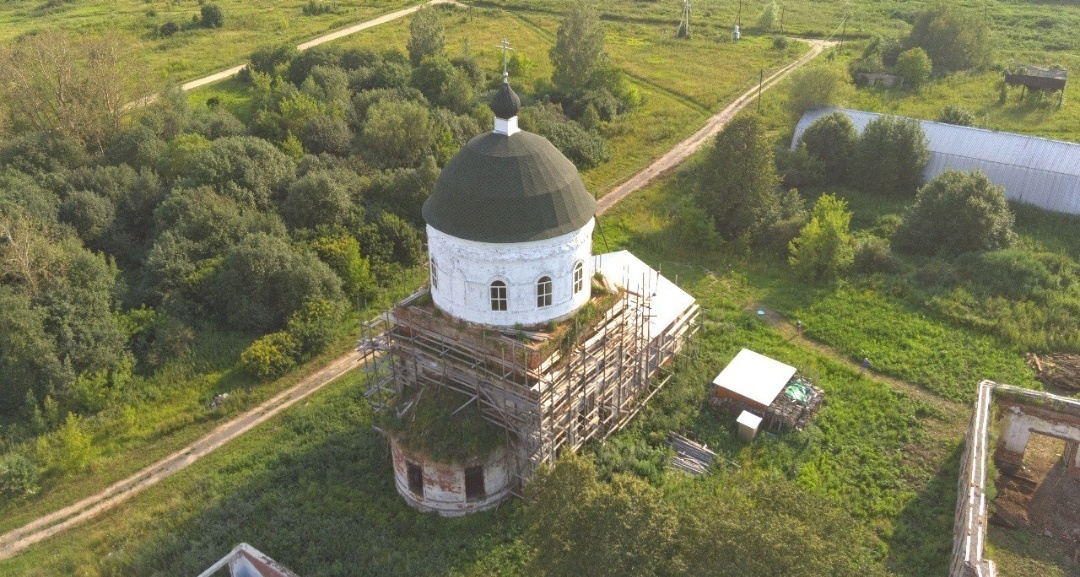
Церковь Михаила Архангела

### Церкви
В селе Ризадеево есть две Православных церкви. Первая церковь - это Церковь Михаила Архангела, которая до апреля 2022 года находилась в плачевном состоянии. В апреле 2022 года началось восстановление церкви, которое продолжается и сейчас. В церкви регулярно проходят службы. Вторая церковь - это Церковь Введения во Храм Пресвятой Богородицы, которая находится в плачевном состоянии. В 2023 году были работы по расчистке близлежащей территории, в которой в едином порыве учувствовали жители села Ризадеево, а также были проведены работы по демонтажу полов Веденской церкви. В 2024 году были осуществлены работы по демонтажу остатков крыши, которая на тот момент находилась под угрозой обрушения. Сейчас[когда?]

 там установлена временная деревянная крыша, так как было принято решение сохранить церковь путём консервации. 

### Обелиск
В селе Ризадеево находится Обелиск, поставленный в память о солдатах из села Ризадеево, доблестно защищавших страну во время Великой Отечественной Войны. Местные жители бережно относятся к сохранению памяти своих земляков, а поэтому поддерживают чистоту Обелиска и близлежащей территории, кося траву. Благодаря этим действиям, Обелиск находится в хорошем состоянии.

### Пруд
Один из трёх прудов, расположенных в селе Ризадеево, окружён старыми деревьями и камышовыми зарослями. Согласно местному преданию, накануне Великой Отечественной войны жители нарочно затопили в его водах церковный купол, чтобы святыня не досталась врагу. Однако документальных подтверждений этой истории нет — лишь устные рассказы, передаваемые через поколения. 

## Инфраструктура
В селе две улицы: 8 Марта и Клубная.